# Dendrodoa pulchella
Dendrodoa pulchella is een zakpijpensoort uit de familie van de Styelidae. De wetenschappelijke naam van de soort is voor het eerst geldig gepubliceerd in 1806 door Rathke.